# ヒロユキ
ヒロユキ（1982年〈昭和57年〉4月23日 - ）は、日本の漫画家・イラストレーター。石川県金沢市出身、東京都練馬区在住。男性。作品に『ドージンワーク』・『マンガ家さんとアシスタントさんと』・『アホガール』・『カノジョも彼女』などがあり、その4作品は全てアニメ化している。

## 人物
- 東京アニメーター学院卒業。一時アニメーターになるが、漫画を描くために辞める。2021年（令和3年）現在もアマチュア時代からの同人活動を続けており、サークル名は「自称清純派」。
- 自画像はブルマに一本線の手足と顔が付いているというもの。そのため「ブルマくん」と名乗っていることもしばしば。おまけページに登場するだけではなく、ブルマくんが主役として登場する同人誌もある。比較的、確立されたキャラクターとなっているのが特徴。『アホガール』単行本1巻の巻末描き下ろしページから、自画像キャラクターをバナナに顔と手足が付いたものに改めている。
- 漫画家の恵広史は実の姉。「頭脳系」の作品を描いている姉に対して、弟のヒロユキは「アホ系」の作品を得意とする。『ちょっと盛りました。』では姉から挑戦状を送りつけられ、「どちらが売れるか」勝負を挑まれたが、色々なハンデをつけられたことを明かしている。
- 尊敬する漫画家は赤松健で、同人誌『ネギま!ファンブック計画』にて対談したこともある。のちに週刊少年マガジン2014年（平成26年）39号（8月27日発売）にて、ヒロユキが描いた「ラブひな」特別読み切り（12ページ）が掲載された[1]。
- テレビアニメ「ドージンワーク」では実写パート「ドージンワクワク」で顔出し出演している[2]。ほかにも、バラエティ番組「さらばのこの本ダレが書いとんねん!」（後述）などでも顔出し出演（ただしマスク姿）している。
- 2009年（平成21年）6月、企画としては2年前から進められた『コミックギア』（芳文社）の制作総指揮を担当することを発表。漫画家が自ら企画を提案するのは異例だが、本人は「連載作家全員が、自分の作品だけでなく漫画誌全体のことを考えるような漫画誌を作りたい」という思いを以前より考えていたとのこと[3][4]だが、わずか2号で休刊となる[5]。
- 連載作品では、「カノジョも彼女」以降は、絵のタッチを変えている（特に女性キャラクター）。
- 本人曰く「時計沼の住人」と自称するほど高級腕時計にハマってしまい、アニメ化作品を多数持つ人気作家ながら借金5000万円を抱えてしまったことをエッセイで告白し、テレビ番組でも取り上げられた。

## 漫画作品
- ドージンワーク 全6巻（本編5巻+番外編1巻）
- マンガ家さんとアシスタントさんと 全10巻
  - 『月刊少年ガンガン』2008年3月号から2012年7月号まで連載。
  - 『ヤングガンガン』2008年4号から2012年19号まで連載。
  - 『ガンガンONLINE』2010年6月24日から2012年1月26日まで連載。
- マンガ家さんとアシスタントさんと2 全1巻
  - 『ヤングガンガン』2013年16号から2014年12号まで連載（隔号連載）。
- スーパー俺様ラブストーリー 全1巻
  - 『コミックギア』2009年Vol.1からVol.2まで連載。
- アホガール [6]全12巻
  - 『週刊少年マガジン』2012年52号から2015年12号まで連載。
  - 『別冊少年マガジン』2015年7月号から2018年1月号まで連載。
- マンガでわかる本気で売れるためのヒロユキ流マンガ術（2018年、同人誌）
- マンガで夢を叶えるための“おもしろい”の伝え方（2019年10月17日発売）[7]
- カノジョも彼女 全16巻
  - 『週刊少年マガジン』2020年14号から2023年25号まで連載[8][9]
- マンガでわかる本気で売れるためのヒロユキ流マンガ術2(2023年、同人誌)[10]
- ドリーム☆ジャンボ☆ガール
  - 『週刊少年マガジン』2025年26号から連載中[11]

## イラスト
- 坂東真紅郎『ドージンワーク 彼の愛情、彼女の欲望。』
- ハセガワケイスケ『帰宅部のエースくん。』
- ひだまりスケッチ 第1話 エンドカード
- 荒川アンダー ザ ブリッジ 第2話 エンドカード
- アルスラーン戦記 第16話 エンドカード
- 恋と嘘 第9話 エンドカード
- UQ HOLDER! 〜魔法先生ネギま!2〜 第2話 エンドカード
- BEM 第2話 エンドカード
- 紫雲寺家の子供たち　公式アンソロジー付き特装版 2[12]

## エッセイ作品
- アニメ化４作品のマンガ家が腕時計にハマった結果 5000万円の借金をつくった話（2023年10月11日、ワニブックスPLUS新書）[13]

## 出演

### ラジオ番組
- BEST ISHIDA Presents クロノス日本版 Tick Tock Talk♪（2023/11/26 第10人目ゲスト）[14]
- BEST ISHIDA Presents クロノス日本版 Tick Tock Talk♪アフタートーク[15]

### テレビ
- さらばのこの本ダレが書いとんねん!（2024年2月13日、テレビ大阪）※youtubeにも前後編に分かれて配信[16][17]